# Lydia annulipes
Lydia annulipes är en kräftdjursart som först beskrevs av H. Milne Edwards 1834.  Lydia annulipes ingår som enda art i släktet Lydia och familjen Xanthidae. Inga underarter finns listade i Catalogue of Life.